# مارسین دولگا
مارسین دولگا (انگلیسی: Marcin Dołęga؛ زادهٔ ۱۸ ژوئیهٔ ۱۹۸۲) یک وزنه‌بردار اهل لهستان است.